# Festuca saxicola
Festuca saxicola är en gräsart som beskrevs av Jean Jacques Vetter. Festuca saxicola ingår i släktet svinglar, och familjen gräs. Inga underarter finns listade i Catalogue of Life.